# Chlorophorus praecanus
Chlorophorus praecanus är en skalbaggsart som beskrevs av Holzschuh 2006. Chlorophorus praecanus ingår i släktet Chlorophorus och familjen långhorningar. Inga underarter finns listade i Catalogue of Life.